# Жудіт Шемла
Жудіт Шемла (фр. Judith Chemla; нар. 5 липня 1985, Франція) — французька театральна та акторка кіно.

## Біографія
Жудіт Шемла народилася 5 липня 1985 року та зростала в паризькому передмісті Жантії. Її батько, туніського походження, був скрипалем, мати, з бургундської сім'ї, адвокатом. У сім років Жудіт почала грати на скрипці та продовжувала це заняття до 14-річного віку. Навчалася в консерваторії 5-го округу Парижа, потім поступила в Національну консерваторію драматичного мистецтва де познайомилася з Мюріель Маєтт-Гольц, яка пізніше запросила Жудіт до Комеді Франсез.
У кінематографі Жудіт Шемлі дебютувала у 2005 році, знявшись у кримінально-драматичному серіалі «Спіраль». У 2012 році акторка зіграла роль Жозефи у стрічці Ноемі Львовскі «Камілла роздвоюється», за яку була номінована на здобуття французької національної кінопремії «Сезар» як найперспективніша акторка.
Шемла знімалася у фільмах таких відомих режисерів, як П'єр Шоллер («Версаль», 2008), Бертран Таверньє («Принцеса де Монпансьє», 2010) та Андре Тешіне («Чоловік, якого надто сильно любили», 2014). У 2016 році на екрани вийшов фільм Стефана Брізе «Життя», за роль у якому Жудіт Шемлу було номіновано на здобуття кінопремії «Люм'єр» 2017 року в номінації за найкращу жіночу роль.
У 2014 році Жудіт Шемла була нагороджена Орденом Мистецтв та літератури (кавалер).

## Особисте життя
Жудіт Шемла була супутницею актора Джеймса Тьєррі, з яким має сина.

## Фільмографія
| Рік  |    | Українська назва                   | Оригінальна назва            | Роль                    |
| ---- | -- | ---------------------------------- | ---------------------------- | ----------------------- |
| 2005 | с  | Спіраль                            | Engrenages                   | Софі Мезра              |
| 2007 | ф  | Чортовий мобільник                 | Hellphone                    | Марго                   |
| 2007 | ф  | І нехай усе танцює!                | Faut que ça danse!           | студентка               |
| 2008 | ф  | Версаль                            | Versailles                   | Ніна                    |
| 2008 | кф | Червона Шапочка                    | Le petit chaperon rouge      | Дельфін                 |
| 2008 | ф  | Високий музей, низький музей       | Musée haut, musée bas        | Розіна Баньйоль         |
| 2009 | с  |                                    | Suite noire                  | Матильда                |
| 2010 | ф  | Принцеса де Монпансьє              | La princesse de Montpensier  | Катрін де Гіз           |
| 2010 | ф  | У голову Берти Бокскар             | Sur la tête de Bertha Boxcar |                         |
| 2010 | ф  | Випадковий роман                   | De vrais mensonges           | Полетт                  |
| 2010 | ф  | Я — нічия земля                    | Je suis un no man's land     | Хлоя                    |
| 2012 | ф  | Камілла роздвоюється               | Camille redouble             | Жозефа                  |
| 2012 | тф | Дзеркало мого кохання              | Miroir mon amour             | Бланш Неж               |
| 2013 | тф | 15 днів у іншому світі             | 15 jours ailleurs            | Елен                    |
| 2013 | тф | Сімейні таємниці                   | Le Boeuf clandestin          | Роберта                 |
| 2014 | тф | Усе дозволено                      | Tout est permis              | Клер                    |
| 2014 | ф  | Чоловік, якого надто сильно любили | L'homme qu'on aimait trop    | Франсуаза               |
| 2014 | ф  | Зустріч в Атліті                   | Atlit                        | Асія                    |
| 2015 | ф  | Це відчуття літа                   | Ce sentiment de l'été        | Зое                     |
| 2016 | ф  | Життя                              | Une vie                      | Жанна дю Пертюі де Во   |
| 2017 | ф  | Смішний батько                     | Drôle de père                | Камілла                 |
| 2017 | ф  | Скрутні часи                       | Les temps difficiles         |                         |
| 2017 | ф  | 1+1=Весілля                        | Le sens de la fête           | Елена                   |
| 2023 | с  | З грошей і крові                   | D'argent et de sang          | Аннабель Аттіас-Фрідман |

## Визнання
| Нагороди та номінації Жудіт Шемли  | Нагороди та номінації Жудіт Шемли | Нагороди та номінації Жудіт Шемли | Нагороди та номінації Жудіт Шемли |
| Рік                                | Категорія                         | Фільм                             | Результат                         |
| ---------------------------------- | --------------------------------- | --------------------------------- | --------------------------------- |
| Премія «Сезар»                     |                                   |                                   |                                   |
| 2013                               | Найперспективніша акторка         | Камілла роздвоюється              | Номінація                         |
| 2017                               | Найкраща акторка                  | Життя                             | Номінація                         |
| Міжнародний кінофестиваль в Люшоні |                                   |                                   |                                   |
| 2013                               | Найкраща молода акторка           | 15 днів у іншому світі            | Перемога                          |
| Премія «Люм'єр»                    |                                   |                                   |                                   |
| 2013                               | Найкраща молода акторка           | Камілла роздвоюється              | Перемога                          |
| 2017                               | Найкраща акторка                  | Життя                             | Номінація                         |